# Инджикян, Майя Грантовна
Майя Грантовна Инджикян (арм. Մայա Հրանտի Ինճիկյան; 1 мая 1930, Москва — 13 декабря 2013) — армянский и советский химик-органик. Доктор химических наук (1966), профессор (1974). Академик НАН РА (1996), член-корреспондент (1986). Заслуженный деятель науки Республики Армения (2012).

## Биография
В 1953 году окончила химический факультет МГУ.
С этого же года работает в Институте органической химии АН Армянской ССР.
Доктор химических наук (1966), профессор (1974). Занимала должности заведующей лабораторией элементорганических соединений института органической химии НАН РА (с 1970), преподаватель ЕГУ (с 1971).
Научные работы связаны с изучением реакций защелачивания в водной среде с присутствием солей четвертичного аммония. В этой области Инчикян открыла в 1961 году (совместно с А. Т. Бабаяном) новое взаимодействие в солях аммония, которое было названо реакцией «перегруппировки-расщепления». В результате взаимодействия образуются недоступные ненасыщенные кетоны, кислоты, их сложные эфиры, енамины и другие вещества.
В статье впервые исследуются органические соединения фосфора и бора. Она изучала изомерию четвертичных фосфониевых солей, содержащих ненасыщенную группу, основные реакции гидролиза и термического деления. Получил новый вид фосфобетинов. Синтезировала ряд активных средств защиты растений, изучены реакции связи углерод-элемент (азот, сера, кислород, галоген).
Среди ее патентов можно отметить: Способ получения диалкиламиноди(алкил) боранов, Способ получения смешанных формалей, Способ получения трифенилили трибутилбутадиен-1,3- илфосфониевых солей, Способ получения 1,3-бутадиенилдиэтилфосфонатов, Способ получения дифенилалкен-2-илфосфинов.
Награждена орденом Почёта и медалью Анании Ширакаци (2003)